# Acacia cataractae
Acacia cataractae är en ärtväxtart som beskrevs av Mary Douglas Tindale och Kodela. Acacia cataractae ingår i släktet akacior, och familjen ärtväxter. Inga underarter finns listade i Catalogue of Life.